# تپه الیکایی (۳)
تپه الیکایی (۳) مربوط به عصر آهن است و در شهرستان شاهرود، بخش بسطام، دهستان خرقان، جنوب غرب روستای الیکایی واقع شده و این اثر در تاریخ ۷ اسفند ۱۳۸۶ با شمارهٔ ثبت ۲۱۴۰۶ به‌عنوان یکی از آثار ملی ایران به ثبت رسیده است.